# Skírnismál

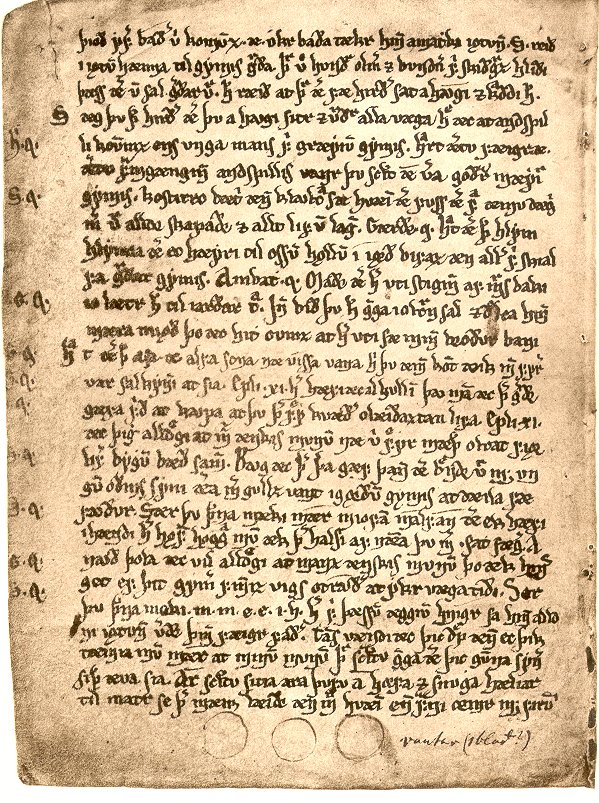
Seite aus den Skírnismál (Handschrift AM 748 I 4^{to})

Das Lied von Skírnir (altnordisch Skírnismál, kurz Skm, auch Fǫr Skírnis genannt) ist ein Götterlied der Lieder-Edda. Es wird frühestens in das späte 12. Jahrhundert datiert. Besonders die Verwendung der Runennamen spricht für eine sehr späte Entstehung.

## Aufbau
Das eigentliche Gedicht besteht aus 42 Strophen, die im eddischen Versmaß Ljóðaháttr verfasst sind. Diese präsentieren die ganze Handlung als einen Dialog, zum größten Teil zwischen Skírnir und Gerðr. Eine Kurzform dieses Dialogs hat Snorri in die Gylfaginning aufgenommen (Gylf 36).

## Inhalt
Eine aus wenigen Sätzen bestehende, kurze Prosaeinleitung, ähnlich derjenigen der Grímnismál, schildert die Ausgangssituation: Freyr erblickt von Óðins Hochsitz Hliðskjálf, der es erlaubt, die ganze Erde zu überschauen, die schöne Riesentochter Gerðr, in die er sich verliebt. Aus dieser Liebe erwächst ihm eine tiefe Depression, da er Gerðr nicht besitzen kann. Freys Vater Njörðr beauftragt dessen Diener Skírnir, seinen Sohn zu bewegen, seine Sorgen mitzuteilen. In der Folge erhält Skírnir dann den Auftrag, nach Jötunheimr aufzubrechen, um für Freyr um die Riesin zu werben, und wird dafür mit dessen Schwert und Pferd sowie einigen Geschenken ausgestattet.
Das Lied selbst berichtet von einer außergewöhnlichen Brautwerbung, während der Skírnir für Freyr um Gerðr freit, deren Einwilligung aber letztlich nur durch magischen Zwang erreichen kann. Nachdem Gerðr die Geschenke Freyrs, elf goldene Äpfel und den Ring Draupnir abgelehnt hat, droht Skírnir ihr unter anderem mit Gewalt, der Ermordung ihres Vaters und dem Zorn der Götter, bis er zu seinem letzten Mittel greift und eine Verfluchung mit Þurs-Runen androht, die er ritzen will, um sie in Schande und Irrsinn zu stoßen (Strophe 36). Daraufhin willigt Gerðr ein, Freyr nach neun Nächten zu treffen. Skírnir reitet zurück und überbringt Freyr die Nachricht. Dieser klagt darüber, dass er derart lange warten müsse.

## Deutungen
Magnus Olsen sah darin 1909 die Darstellung der Wiedererweckung der Erdgöttin, die im Winterschlaf ruht und im Frühjahr von der Sonne wieder zum Leben erweckt wird, um zu ergrünen, zu blühen und Früchte zu tragen. Freyr („Herr“), der Gott der Fruchtbarkeit, möchte sich mit Gerðr („die Umzäunte“), der Göttin der Erde, vermählen, schafft es jedoch nicht, sie zu erwecken. Daher bittet er Skírnir, die Sonnenstrahlung, hier als Naturkraft (= Thurse = Riese) dargestellt, um Hilfe. Skírnir schafft es Gerðr zu erwecken, die sich daraufhin mit Freyr vermählen kann und fruchtbar wird. Diese Art der göttlichen Vereinigung wird auch Heilige Hochzeit oder Hieros gamos genannt.
In den 1970er und 1980er Jahren deuteten andere Forscher diesen Mythos als Beispiel hochmittelalterlicher Liebesdichtung, die die Spannung zwischen der Ehe als gesetzlicher Institution und der Liebe zwischen Mann und Frau als individuelle Leidenschaft zum Ausdruck bringe.
Lotte Motz geht davon aus, dass diese Mythe eine Repräsentation des Æsir-Vanir-Krieges sein könnte: Hierbei seien die Æsir vertreten durch Freyr, die Vanir hingegen durch Gerðr. In der altnordischen Mythologie tritt Freyr aber nirgendwo als Eroberer auf (selbst in den Skírnismál benötigt er ein alter ego), und auch der Liebesschmerz und die Depression passen nicht recht in diese Deutung.
Gro Steinsland deutete diese Dichtung ausgehend von der Königsideologie: Freyr hat sich zu Beginn auf dem Hochsitz niedergelassen und trägt die Herrschaftsinsignien Ring, Apfel und Stab (Szepter) bei sich, die er dann Skírnir mitgeben wird. Auch die Herleitung eines Königsgeschlechtes aus einer Heiligen Hochzeit ist gängige Königsideologie; so entstammt der Ynglinga saga (Kapitel 10) zufolge Fjölnir, der erste König der Ynglinger, der Verbindung zwischen Freyr und Gerðr im Wald Barre. Das Motiv der Gewalt in den Skírnismál deutet Steinsland als das Bild für die Unterwerfung des Herrschaftsgebietes.
Helga Kress hingegen sieht die Vorgänge in den Skírnismál schlicht als sexuelle Nötigung. Sie kritisiert an den Interpretationen als Fruchtbarkeitsmythos oder Liebesgedicht, dass sie die weibliche Perspektive ausblenden.

## Figuren der Dichtung
- Æsir, die Angehörigen des Pantheons der altnordischen Götterfamilie, vorwiegend Götter des Krieges und der patrimonalen Herrschaft; sie sind Götter der Erhaltung und Ordnung der Schöpfung
- Vanir, die neben den Æsir zweite große Götterfamilie, die als germanische Fruchtbarkeitsgötter gelten und von der Bevölkerung um gute Ernte, Sonne, Regen und guten Wind gebeten wurden (v. a. Njörðr, Freyr und Freyja, die am Ende des Æsir-Vanir-Krieges als Geiseln zu den Æsir kamen)
- Freyr, Sohn des Njörðr und Bruder der Freyja, der in der Überlieferung bedeutendste Gott der Vanir und vermutlich Fruchtbarkeitsgott in der germanischen Mythologie; ihm gehören das Schiff Skíðblaðnir und der Eber Gullinborsti
- Skírnir, Diener und Bote des Gottes Freyr, der für diesen um die Riesentochter Gerðr wirbt
- Njörðr, einer der Götter der Vanir, der über Wind, das Meer (reicher Fischfang), aber auch über das Feuer gebietet und Reichtum verleihen soll; er ist der Vater des Geschwisterpaares Freyr und Freyja
- Gerðr, die Tochter des Riesen Gymir

### Textausgaben
- Gustav Neckel (Hrsg.): Edda. Die Lieder des Codex Regius nebst verwandten Denkmälern. I. Text, 5. verbesserte Auflage von Hans Kuhn. Heidelberg 1983. S. 69–77. (altnordischer Text)
- Karl Simrock: Die Edda. Die ältere und jüngere Edda und die mythischen Erzählungen der Skalden. Essen 1851. S. 97–103. (inzwischen veraltete Übersetzung ins Deutsche)
- Felix Genzmer: Die Edda. Götterdichtung, Spruchweisheit und Heldengesänge der Germanen. München 1996. S. 85–91. (Übersetzung ins Deutsche von Anfang des 20. Jahrhunderts)

### Forschungsliteratur
- Carolyne Larrington, "What Does Woman Want? Mær and munr in Skírnismál", Alvíssmál 1 (1992): 3–16. (PDF-Datei; 252 kB)
- Heinz Klingenberg, "För Skírnis: Brautwerbungsfahrt eines Werbungshelfers", Alvíssmál 6 (1996): 21–62. (PDF-Datei; 318 kB)
- Anatoly Liberman, Review of Klaus von See et al.: „Skírnismál“: Modell eines Edda-Kommentars. In: Alvíssmál 6, 1996, S. 114–18 (userpage.fu-berlin.de PDF; 156 kB)
- Anne Heinrichs: Der liebeskranke Freyr, euhemeristisch entmythisiert. In: Alvíssmál. 7, 1997, S. 3–36 (userpage.fu-berlin.de PDF; 280 kB).